# Porirua
Porirua est une ville de la région de Wellington, sur l'île du Nord de la Nouvelle-Zélande.
Elle est située à 20 km au nord de la ville de Wellington. Elle entoure presque complètement la crique naturelle nommée Porirua Harbour (en), au sud du District de Kapiti Coast.

## Histoire
Le nom de Porirua est d'origine maorie ; il provient peut-être de « pari-rua » (« deux marées »), une référence aux deux bras de la crique Porirua Harbour. Le nom a également été donné, au XIXe siècle, à un district allant de Kaiwharawhara sur la côte nord-ouest du port de Wellington jusqu'aux alentours du port de Porirua. La route montant la colline de Kaiwharawhara à Ngaio et Khandallah est encore appelée « Old Porirua Road ».
C'est au XIXe siècle qu'on voit le début d'une petite colonie européenne à Porirua, en partie parce que les colons avaient besoin d'un ferry pour traverser la baie. Il y existait déjà un petit village maori.
Le Wellington and Manawatu Railway Company (WMRC) construit une ligne ferroviaire entre Porirua et Wellington en 1885. Cette ligne atteint finalement Longburn, au sud de Palmerston North, en 1886 ; il y est lié aux lignes ferroviaires nationales allant jusqu'au Wairarapa, à Taranaki et à Napier. Quand le gouvernement achète le WMRC en 1908 la ligne allant à Porirua devient partie de la ligne North Island Main Trunk. Elle sera électrifiée dans les années 1940, à la suite de la construction de la branche de Tawa Flat.
À l'origine créée vers la fin des années 1940 en tant que ville-satellite de Wellington, Porirua approche aujourd'hui les 55 000 habitants. On ajoute plus de terres à la ville en 1973 et 1988, avant l'abolition des vieux comtés, dont celui de Hutt, dont elle faisait partie.

## Géographie

### Localisation
Porirua est situé autour des bras de la crique Porirua Harbour, près du détroit de Cook, sur la côte sud de l'île du Nord.
Parmi ses banlieues on trouve Aotea, Ascot Park, Camborne, Cannons Creek, Elsdon, Karehana Bay, Mana, Onepoto, Papakowhai, Paremata, Pauatahanui, Plimmerton, Porirua East, Pukerua Bay, Ranui Heights, Takapuwahia, Titahi Bay, Waitangirua et Whitby.

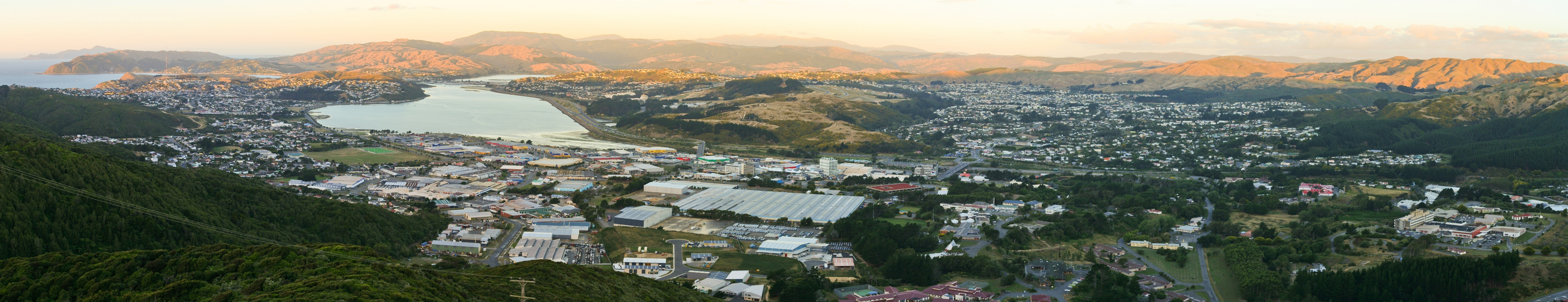
Vue de Porirua à l'aube, de Titahi Bay à Ranui Heights. L'île de Kapiti est en haut à gauche.

### Transports
La State Highway 1 croise la ville, liant Porirua à Wellington et au nord. Porirua est également le terminus nord de l'autoroute Johnsonville-Porirua, qui fait partie de la State Highway 1. State Highway 58 lie Porirua à la vallée du Hutt.
La ligne ferroviaire North Island Main Trunk passe par Porirua, généralement à côté de la State Highway 1. Il y a des trains réguliers allant à Wellington et Paraparaumu, ainsi qu'a Auckland.
Les aéroports les plus proches sont l'aéroport international de Wellington au sud et l'aéroport de Paraparaumu au nord.

## Jumelages
- Blacktown (Australie)
- Whitby (Royaume-Uni)
- Nishio (Japon)
- Yangzhou (Chine)[2]